# Seminari d'Economia Crítica Taifa
El Seminari d'Economia Crítica Taifa és un col·lectiu fundat el 1994 per l'economista Miren Etxezarreta i diversos estudiants de la Universitat Autònoma de Barcelona decebuts amb l'enfocament acadèmic de l'economia. L'objectiu del seminari és fomentar el pensament econòmic crític a partir de l'auto-formació col·lectiva.

## Història
El Seminari d'Economia Crítica Taifa va néixer el 1994 a les aules de la UAB. Eren uns temps pregonats ideològicament per les premisses del consens de Washington, impulsores d'un model econòmic neoliberal que es consolidava còmodament després del recent fracàs del socialisme real. No obstant, era també una època marcada per la crisi econòmica iniciada a principis dels anys 1990 i per l'incipient naixement del moviment antiglobalització, que es començava a gestar a partir de la insurgència zapatista à Mèxic.
Taifa va néixer amb la intenció d'esdevenir un seminari dins la facultat d'economia de la UAB. Tenia l'objectiu d'ampliar els temes docents impartits per Miren Etxezarreta, la qual aleshores impartia classes de desenvolupament econòmic i política econòmica. No obstant, la manca de suport institucional per part de la facultat provocà que ben aviat el seminari se separés del món acadèmic i s'instal·lés al local de l'associació barcelonina Ecoconcern, el qual ha romàs la seu del Seminari Taifa fins avui.
Els dos eixos de treball amb els quals el Seminari es va a concentrar inicialment foren l'Àrea de Lliure Comerç d'Amèrica del Nord i el Mercosur, els quals s'havien començat a desenvolupar a principis dels anys 1990. El Seminari va fer un estudi comparatiu dels dos models de cooperació comercial, al qual seguí una anàlisi crítica del Tractat de Maastricht i el procés d'integració monetària de la Unió Europea.
La lectura de El capital de Karl Marx i l'estudi de l'economia marxista va constituir el següent nucli de treball, fins que a principis dels anys 2000 un nou grup es va dedicar a fer un estudi crític de les escoles de pensament ortodoxes. Fruit del treball d'aquest grup, el 2004 el Seminari va publicar Crítica a la economía ortodoxa, editat per la UAB. El llibre és un recull de textos crítics amb l'economia convencional impartida a les aules universitàries i comprèn textos sobre els autors clàssics i neoclàssics fins als monetaristes, passant per les escoles keynesianes i post-keynesianes.
Després de gairebé una dècada d'existència, el 2003 la trajectòria del Seminari va viure un punt d'inflexió. Taifa va posar fi al seu vessant estrictament teòric per tal de concentrar-se més amb la feina de divulgació. Sota aquesta premissa, el Seminari d'Economia Crítica es va posar al servei del teixit associatiu de Barcelona com a eina formativa pels moviments socials locals. La comissió Ochub (Observatori Crític sobre Habitatge i Urbanisme de Barcelona) del Seminari es va involucrar activament amb la Plataforma contra el Fòrum 2004 per tal de denunciar en actes i xerrades el perniciós model de desenvolupament socioeconòmic que l'ajuntament estava portant a terme a Barcelona. En el seu punyent estudi sobre la ciutat, el Seminari criticava l'estratègia urbana del consistori, a la qual qualificava de «model de ciutat que reforça la desigualtat i la injustícia, sense resoldre cap dels problemes de la seva ciutadania».
També en aquesta època, varen néixer altres grups de treball de divulgació pedagògica de l'economia i d'anàlisi crítica de l'economia política. El Seminari es va posar en contacte amb escoles, col·lectius i moviments socials locals i estatals als quals va oferir xerrades sobre temes d'actualitat socioeconòmica.
Així mateix, a partir del 2005 el Seminari va començar a publicar periòdicament els Informes d'economia. Els butlletins monogràfics publicats per Taifa han abordat diferents temes com la situació de l'economia espanyola, el sector públic, el mercat de treball, les desigualtats i la redistribució de la riquesa, la crisi immobiliària i financera, la teoria de les crisis, l'estratègia del capital en la crisi o les alternatives al capitalisme i la Unió Europea.

### 20è aniversari

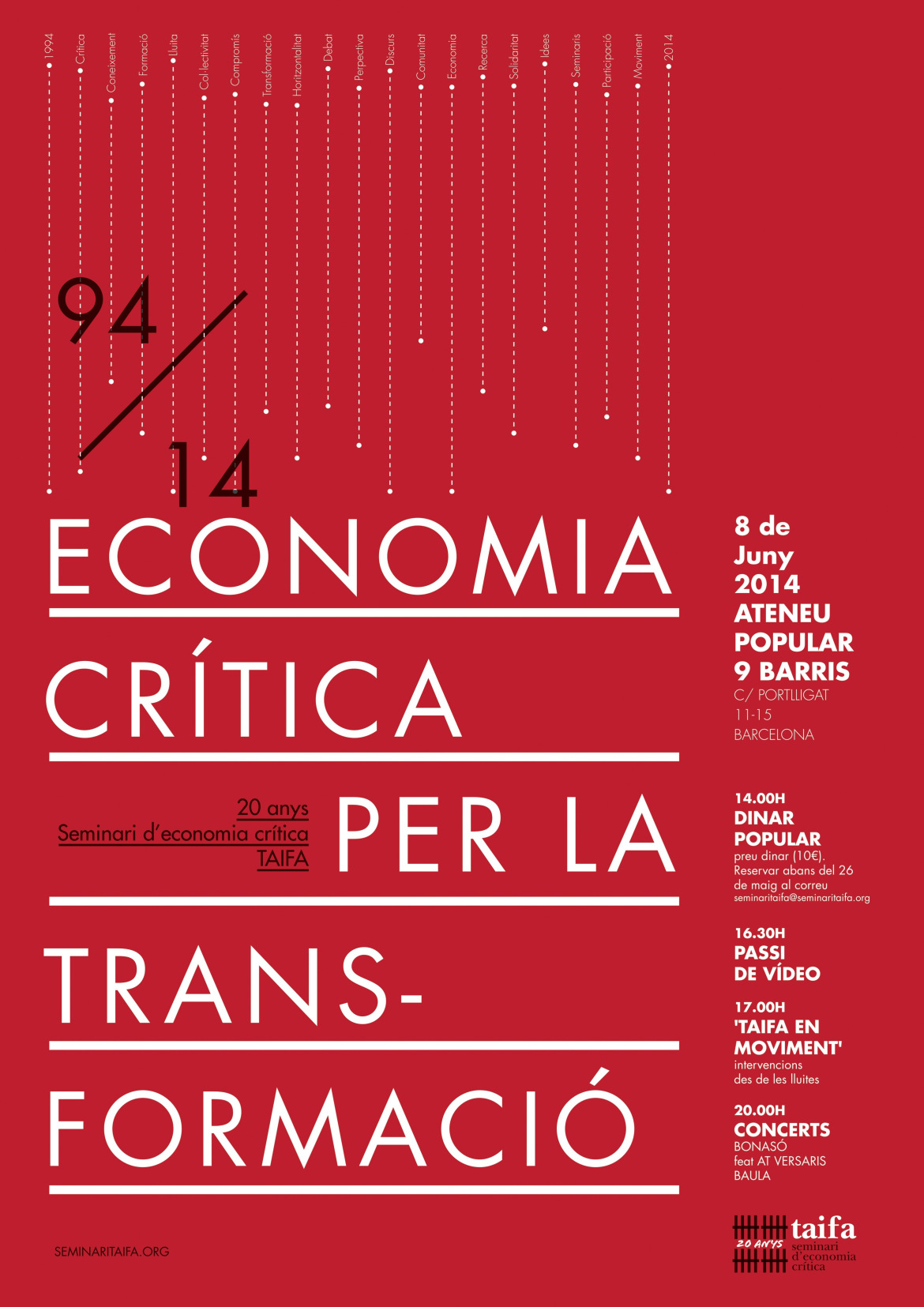
Pòster de l'acte commemoratiu del 20è aniversari

El 2014, el Seminari Taifa va celebrar els 20 anys d'existència amb una festa que tingué lloc el 8 de juny a l'Ateneu Popular de Nou Barris. L'efemèride de dues dècades «d'economia crítica per la transformació», tal com anunciava el cartell de l'acte, va comptar amb l'assistència d'un centenar de persones. Va començar amb un dinar popular al qual va seguir la projecció d'un vídeo sobre el Seminari. En el curtmetratge, diversos membres del col·lectiu recorden el naixement del Seminari i expliquen el seu funcionament i trajectòria al llarg dels 20 anys.
En un emotiu parlament, Miren Etxezarreta va agrair l'assistència a tots els participants i va parlar del futur del Seminari, fent un repàs de la seva història i posant èmfasi als valors i principis que han regit el Seminari en els seus 20 anys d'història.
La festa va finalitzar amb les actuacions musicals dels grups de música Baula i At Versaris, alguns membres dels quals també formen part del Seminari.

## Objectius
El Seminari d'Economia Crítica Taifa va néixer com un grup d'auto-formació col·lectiva amb l'objectiu de fomentar el pensament econòmic crític. Amb els anys, el seminari s'ha desprès de la seva faceta més teòrica per esdevenir un grup divulgació econòmica des d'una perspectiva crítica i un element de suport pedagògic als moviments socials. Alguns dels temes que el seminari ha abordat són l'economia de l'Estat espanyol, el paper del sector públic, l'anàlisi dels pressupostos de l'Estat, la Unió Europea, la ciutat i el problema de l'habitatge, la deslocalització empresarial, l'evolució dels salaris, la crisi econòmica o la crisi del deute o les retallades de drets socials.
El Seminari organitza regularment cursos i xerrades, a més de publicar periòdicament informes d'anàlisi sobre temes d'actualitat econòmica.

## Membres
Al llarg de la seva història el Seminari d'Economia Crítica Taifa ha comptat amb desenes de membres provinents de tota mena de moviments socials i col·lectius diferents. Sobretot, ha tingut una gran presència d'estudiants.
A part de Miren Etxezarreta, alguns dels membres destacats que han acompanyat el Seminari des dels seus inicis són l'economista Josep Manel Busqueta i el sociòleg José Iglesias Fernández.

## Publicacions
- Etxezarreta, Miren (coord.). Crítica a la economía ortodoxa. Seminario de Economía Crítica Taifa.  Universitat Autònoma de Barcelona, Servei de Publicacions, 2004.
- Etxezarreta, Miren (coord.). Taifa a discreció! reflexions crítiques per l'acció.  Taifa, 2014.
- Informes d'economia Arxivat 2013-11-26 a Wayback Machine.. Informes del Seminari d'Economia Crítica Taifa.